# 田中晋吾
田中 晋吾（たなか しんご、1977年6月6日 - ）は、日本のベーシスト。  フュージョンバンド・T-SQUAREのメンバー。

## 来歴
音楽の専門学校に通い、卒業後にはアメリカの L.A music academy の、授業料全額免除奨学金オーディションに合格。
2005年、T-SQUAREのオーディションに合格し、 全国19公演のライブツアー “PASSION FLOWER Tour” より、レコーディングまでサポートとして参加していた森岡克司に代わってサポートミュージシャンとして参加。
現在もライブ、レコーディング、ツアーを中心に意欲的に活動を行なっている。
その他ベースマガジンやJazz Life等誌面でも活躍。
2025年、20年間サポートとして参加したT-SQUAREに、 新メンバーオーディションを勝ち抜いたメンバーである、ギターの亀山修哉、キーボードの長谷川雄一と共に、正式メンバーとして加入。2000年以来、25年振りに5人体制が復活した。

## 主なサポート参加アーティスト
- 東儀秀樹[5]
- 古澤巌
- coba
- 河村隆一
- DIMENSION
- マリーン
- 東方神起
- ゴスペラーズ
- Little Glee Monster
- 加山雄三
- 初音ミク